# Matang Baroh
Matang Baroh is een bestuurslaag in het regentschap Aceh Utara van de provincie Atjeh, Indonesië. Matang Baroh telt 1216 inwoners (volkstelling 2010).